# (613411) 2006 HQ122
2006 HQ122, também escrito como 2006 HQ122, é um corpo menor que está localizado no disco disperso, uma região do Sistema Solar. O mesmo possui uma magnitude absoluta de 6,3 e tem um diâmetro com cerca de 242 km. O astrônomo Mike Brown lista este corpo celeste em sua página na internet como um candidato a possível planeta anão.

## Descoberta
2006 HQ122 foi descoberto no dia 26 de abril de 2006 pelo astrônomo Marc W. Buie.

## Órbita
A órbita de 2006 HQ122 tem uma excentricidade de 0,591 e possui um semieixo maior de 92,055 UA. O seu periélio leva o mesmo a uma distância de 37,675 UA em relação ao Sol e seu afélio a 146 UA.